# Burnside (Pennsilvània)
Burnside és una població dels Estats Units a l'estat de Pennsilvània. Segons el cens del 2000 tenia 283 habitants.

## Demografia
Segons el cens del 2000, Burnside tenia 283 habitants, 102 habitatges, i 79 famílies. La densitat de població era de 65 habitants per quilòmetre quadrat.
Dels 102 habitatges en un 35,3% hi vivien nens de menys de 18 anys, en un 61,8% hi vivien parelles casades, en un 11,8% dones solteres, i en un 21,6% no eren unitats familiars. En el 17,6% dels habitatges hi vivien persones soles el 7,8% de les quals corresponia a persones de 65 anys o més que vivien soles. El nombre mitjà de persones vivint en cada habitatge era de 2,77 i el nombre mitjà de persones que vivien en cada família era de 3,1.
Per edats la població es repartia de la següent manera: un 25,1% tenia menys de 18 anys, un 8,8% entre 18 i 24, un 27,9% entre 25 i 44, un 25,8% de 45 a 60 i un 12,4% 65 anys o més.
L'edat mediana era de 37 anys. Per cada 100 dones de 18 o més anys hi havia 100 homes.
La renda mediana per habitatge era de 21.818 $ i la renda mediana per família de 22.031 $. Els homes tenien una renda mediana de 25.833 $ mentre que les dones 12.250 $. La renda per capita de la població era de 9.993 $. Entorn del 22,2% de les famílies i el 27,2% de la població estaven per davall del llindar de pobresa.

## Poblacions més properes
El següent diagrama mostra les poblacions més properes.